# Crassula cordifolia
Crassula cordifolia är en fetbladsväxtart som beskrevs av John Gilbert Baker. Crassula cordifolia ingår i släktet krassulor, och familjen fetbladsväxter. Inga underarter finns listade i Catalogue of Life.